# Gaetano Di Pierro

Gaetano Di Pierro

Gaetano Di Pierro SCI (* 1. Dezember 1948 in Orta Nova) ist ein italienischer Ordensgeistlicher und emeritierter römisch-katholischer Bischof von Farafangana.

## Leben
Gaetano Di Pierro trat der Ordensgemeinschaft der Dehonianer bei und empfing am 29. Juni 1975 die Priesterweihe.
Papst Johannes Paul II. ernannte ihn am 24. April 2001 zum Weihbischof in Ambatondrazaka und Titularbischof von Guardialfiera. Der Bischof von Ambatondrazaka, Antoine Scopelliti OSsT, spendete ihm am 5. August desselben Jahres die Bischofsweihe; Mitkonsekratoren waren Armand Gaétan Kardinal Razafindratandra, Erzbischof von Antananarivo, und Erzbistum Bruno Musarò, Apostolischer Nuntius auf Madagaskar, den Komoren und den Seychellen.
Am 13. Mai 2006 wurde er von Papst Benedikt XVI. zum ersten Bischof des mit gleichem Datum errichteten Bistums Moramanga ernannt. Papst Franziskus ernannte ihn am 3. März 2018 zum Bischof von Farafangana. Die Amtseinführung fand am 12. April desselben Jahres statt.
Am 31. Oktober 2024 nahm Papst Franziskus seinen altersbedingten Rücktritt an.